# Chaka Traorè
Chaka Traorè (Attécoubé, Costa de Marfil, 23 de diciembre de 2004) es un futbolista marfileño que juega como delantero en el Milan Futuro de la Serie C de Italia.

## Trayectoria
Formado en las divisiones del Parma Calcio 1913, el 21 de enero de 2021 debutó profesionalmente en la derrota ante la S. S. Lazio por la Copa de Italia, el 10 de abril debutó en la Serie A en la derrota ante el A. C. Milan, siendo el primer jugador nacido en 2004 en debutar.
En agosto de 2021 se unió a las inferiores del A. C. Milan. En julio de 2023 renovó el contrato con el club y esa misma temporada la terminó jugando como cedido en el Palermo F. C.